# William Norman Holmes
William Norman Holmes (ur. 1896 w Selby, zm. ?) – angielski as myśliwski okresu I wojny światowej. Odniósł 8 zwycięstw powietrznych. Odznaczony Military Medal.
William Norman Holmes urodził się w Selby, Yorkshire.
W 1918 roku został przydzielony do wyposażonej w Bristol F.2 Fighter jednostce No. 62 Squadron RAF.
Został przydzielony do pary z obserwatorem porucznikiem S. W. Symonsem. Razem odnieśli 3 zwycięstwa powietrznych. Pierwsze zwycięstwo powietrzne odniósł 11 marca 1918 roku nad niemieckim samolotem Fokker Dr.I. 24 marca odniósł trzecie zwycięstwo nad samolotem Albatros D.V. Od kwietnia 1918 roku służył z pilotem Frankiem Johnsonem. 12 kwietnia zniszczyli dwa samoloty Albatros D.V. Holmes uzyskał tytuł asa. Kolejne trzy zwycięstwa odnosił z różnymi pilotami jednostki. 19 maja z Thomasem Purdomem, 2 czerwca z Douglasem Savage'em, a ostatnie 8 lipca z Williamem E. Statonem.